# Youssef El-Arabi
Youssef El-Arabi (arabiska: يوسف العربي), född 3 februari 1987, är en marockansk fotbollsspelare som spelar för Olympiakos.

## Klubbkarriär

### Caen
Den 20 december 2008 gjorde El-Arabi sin debut för Caen, när han byttes in i den 76:e minuten i en match mot Lyon i Ligue 1. Han spelade ytterligare två matcher den säsongen (båda som inhoppare) och gjorde inga mål. Följande säsong gjorde El-Arabi 11 mål på 34 matcher samt åtta assist för Caen i Ligue 2. Säsongen 2010–2011 gjorde El-Arabi 17 mål på 38 matcher samt fem assist i Ligue 1. 

### Al-Hilal
Efter ha nekat bud från Sevilla och Genoa, skrev han i september 2011 på ett fyra-årskontrakt med Al-Hilal.

### Granada
Under sommaren 2012 värvade spanska Granada honom för 4,5 miljoner euro. Han gjorde sitt första mål för klubben i en 2–1 bortavinst över RCD Mallorca.

### Olympiakos
Den 6 juli 2019 värvades El-Arabi av grekiska Olympiakos.